# Maricaella duna
 (novembre 2019).
Genre
Espèce
Maricaella duna, unique représentant du genre Maricaella, est une espèce de collemboles de la famille des Brachystomellidae.

## Distribution
Cette espèce est endémique de l'État de Rio de Janeiro au Brésil.

## Publication originale
- de Mendonça & Fernandes, 1997 : A new genus of Brachystomellinae from Brazil (Collembola: Neanuridae). Boletim do Museu Nacional, Nova Série, Zoologia, vol. 379, p. 1-7.